# Hlökk

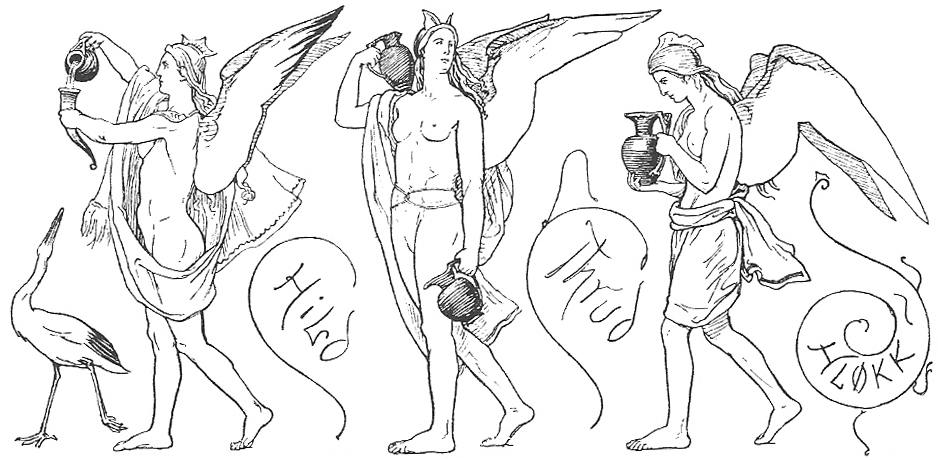
Las valkirias Hildr, Þrúðr y Hlökk escanciando cerveza en el Valhalla, por Lorenz Frølich (1895).

En la mitología nórdica, Hlökk (nórdico antiguo "ruido, batalla") es una valkiria. Hlökk figura entre las 13 valkirias que aparecen listadas en el poema Grímnismál de la Edda Poética, así como en los Nafnaþulur de la Edda prosaica.